# Grand'Place
Grand'Place是位於法國伊澤爾省格勒诺布尔的一間大型購物中心，位于该市南部，1975年8月26日開業，商場由購物中心和家樂福構成。2001年商場曾進行翻修。

## 外部連結
- Grand'Place （页面存档备份，存于） （法文）（英文）

45°09′26″N 5°43′53″E / 45.15722°N 5.73139°E